# Pepe (film 1960)
Pepe  è un film del 1960 diretto da George Sidney.

## Trama
Pepe lavora come bracciante in un ranch. Quando un regista alcolizzato, Mr. Holt, compra uno stallone bianco appartenente al datore di lavoro di Pepe, quest'ultimo decide di riportare indietro il cavallo che considera parte della sua famiglia. Giunto a Hollywood, incontra alcune star del cinema quali Jimmy Durante, Frank Sinatra, Zsa Zsa Gábor, Bing Crosby, Maurice Chevalier e Jack Lemmon (che sta girando A qualcuno piace caldo nella parte di Daphne).
Pepe rimane sorpreso da cose che a quel tempo erano una novità negli Stati Uniti, come le porte automatiche. Quando finalmente raggiunge l'acquirente del cavallo, si rende conto che non ha speranze di riportarlo indietro. Tuttavia Mr. Holt, rendendosi conto che la presenza di Pepe rivitalizza lo stallone, gli offre un lavoro.
La fortuna di Pepe cambia quando vince un'ingente somma di denaro a Las Vegas, tanto che Mr. Holt gli consente di fare il produttore nel suo nuovo film. Pepe incontra Suzie Murphy, un'attrice che si trova in grosse difficoltà e che odia il mondo. Proprio come con lo stallone, Pepe riesce a far sì che Suzie ritrovi il meglio di sé stessa e l'aiuta a diventare una grande stella nel film di Mr. Holt. L'ultima scena li mostra entrambi mentre ritornano al ranch con lo stallone e parecchi puledri.